# 러시무어

러시무어의 위치

러시무어(영어: Rushmoor)는 잉글랜드 햄프셔주에 위치한 비도시 자치구로 중심 도시는 판버러이며 인구는 95,296명(2014년 기준), 면적은 39.0km2이다.